# Sowjetische Badmintonmeisterschaft 1982
Die Sowjetische Badmintonmeisterschaft 1982 fand vom 7. bis zum 14. Februar 1982 in Dnepropetrowsk statt.

## Die Sieger und Platzierten
| Disziplin    | Gold                                   | Silber                             | Bronze                           |
| ------------ | -------------------------------------- | ---------------------------------- | -------------------------------- |
| Herreneinzel | Anatoli Skripko                        | Vitaliy Shmakov                    | Sergei Korsunski                 |
| Dameneinzel  | Tatyana Litvinenko                     | Ludmila Suslo                      | Svetlana Belyasova               |
| Herrendoppel | Konstantin Vavilov Nikolay Peshekhonov | Radiy Bilalov Viktor Samarin       | Oleg Okunew Nikolai Kalinski     |
| Damendoppel  | Nadezhda Litvincheva Alla Prodan       | Vard Poghosyan Svetlana Belyasova  | Irina Melnikova Vera Pozdnyakova |
| Mixed        | Viktor Shvachko Nadezhda Litvincheva   | Anatoli Skripko Svetlana Belyasova | Vitaliy Shmakov Vera Kosenko     |